# Чемпионат Европы по волейболу среди женских молодёжных команд 2022
28-й женский молодёжный чемпионат Европы по волейболу проходил с 27 августа по 4 сентября 2022 года в Скопье (Северная Македония) с участием 12 сборных команд, составленных из игроков не старше 19 лет. Чемпионский титул в 8-й раз в своей истории выиграла молодёжная сборная Италии.

## Команды-участницы
Северная Македония  — команда страны-организатора;
Италия, Хорватия, Румыния, Словения, Греция, Швейцария, Польша, Сербия, Турция, Нидерланды, Финляндия — по результатам квалификации.

## Квалификация
Квалификация (отборочный турнир) чемпионата прошла в период с 7 апреля по 3 июля 2022 года с участием 30 команд. Были разыграны 11 путёвок в финальный турнир европейского первенства. От квалификации освобождена Северная Македония (команда страны-организатора).
Отборочный турнир включал два групповых этапа. Победители групп первого из них напрямую вышли в финальную стадию чемпионата Европы, а 8 из 9 команд, занявших в группах вторые места, стали участниками 2-го этапа, где разыграли ещё 2 путёвки на чемпионат.

### Первый этап
7—10 апреля 2022
| Место | Группа A Сидерно | Группа B Бибине | Группа C Миовени | Группа D Марибор | Группа Е Салоники |
| ----- | ---------------- | --------------- | ---------------- | ---------------- | ----------------- |
| 1     | Италия           | Хорватия        | Румыния          | Словения         | Греция            |
| 2     | Нидерланды       | Швеция          | Словакия         | Финляндия        | Франция           |
| 3     | Германия         | Норвегия        | Дания            | Болгария         | Латвия            |
| 4     |                  |                 |                  |                  | Израиль           |

| Место | Группа F Илиджа      | Группа G Тирана | Группа H Градец-Кралове | Группа I Приштина |
| ----- | -------------------- | --------------- | ----------------------- | ----------------- |
| 1     | Швейцария            | Польша          | Сербия                  | Турция            |
| 2     | Черногория           | Австрия         | Испания                 | Эстония           |
| 3     | Босния и Герцеговина | Албания         | Чехия                   | Венгрия           |
| 4     |                      |                 | Бельгия                 | Косово            |

### Второй этап
1—3 июля 2022
| Место | Группа J Арнем | Группа K Подгорица |
| ----- | -------------- | ------------------ |
| 1     | Нидерланды     | Финляндия          |
| 2     | Испания        | Австрия            |
| 3     | Эстония        | Франция            |
| 4     | Словакия       | Черногория         |

## Система розыгрыша
Соревнования состояли из предварительного этапа и плей-офф. На предварительной стадии 12 команд-участниц были разбиты на 2 группы, в которых играли в один круг. 4 команды (по две лучшие из каждой группы) вышли в плей-офф за 1—4-е места и разыграли медали чемпионата. 
По такой же системе 5—8-е места разыграли команды, занявшие в группах 3—4-е места. 
Первичным критерием при распределении мест в группах являлось общее количество побед. При равенстве этого показателя в расчёт последовательно брались количество очков, соотношение партий, мячей, результаты личных встреч. За победы со счётом 3:0 и 3:1 команды получали по 3 очка, за победы 3:2 — по 2 очка, за поражения 2:3 — по 1 очку, за поражения 0:3 и 1:3 очки не начислялись.
Жеребьёвка групп предварительного этапа прошла 12 мая 2022 года. Северная Македония в качестве хозяйки чемпионата определена в группу 1. Группу 2 возглавила Турция как лучшая по рейтингу ЕКВ. Остальные 8 команд, первенствовавших в группах первого этапа квалификации, в соответствии с рейтингом распределены на 4 «корзины» для жеребьёвки. Пятую «корзину» составили победители групп второго этапа квалификации.   
Окончательный состав групп предварительного этапа выглядел следующим образом:
| Группа 1                                                   | Группа 2                                            |
| ---------------------------------------------------------- | --------------------------------------------------- |
| Северная Македония Польша Италия Словения Греция Финляндия | Турция Сербия Хорватия Румыния Швейцария Нидерланды |

## Игровые арены
Скопье.
- В многофункциональном спортивном центре «Борис Трайковский» (Спортскиот центар „Борис Трајковски“) прошли матчи группы 1 предварительного этапа и поединки плей-офф за 1-4 места. Открыт в 2008 году и назван в честь бывшего президента страны Бориса Трайковского, погибшего в 2004 году в авиакатастрофе. Служит домашней спортивной ареной для национальных сборных по баскетболу, гандболу и волейболу, а также для проведения концертов. Вместимость 7 тысяч зрителей.
- В спортивном центре «Яне Санданский» (Спортскиот центар „Јане Сандански“) прошли матчи группы 2 предварительного этапа и поединки плей-офф за 5-8 места. Открыт в 2014 году на месте снесённой старой крытой арены, существовавшей на протяжении 30 лет и носившей то же название в честь революционера Яне Санданского. Служит домашней спортивной ареной для столичных клубов по баскетболу и гандболу. Вместимость 7,5 тысяч зрителей.

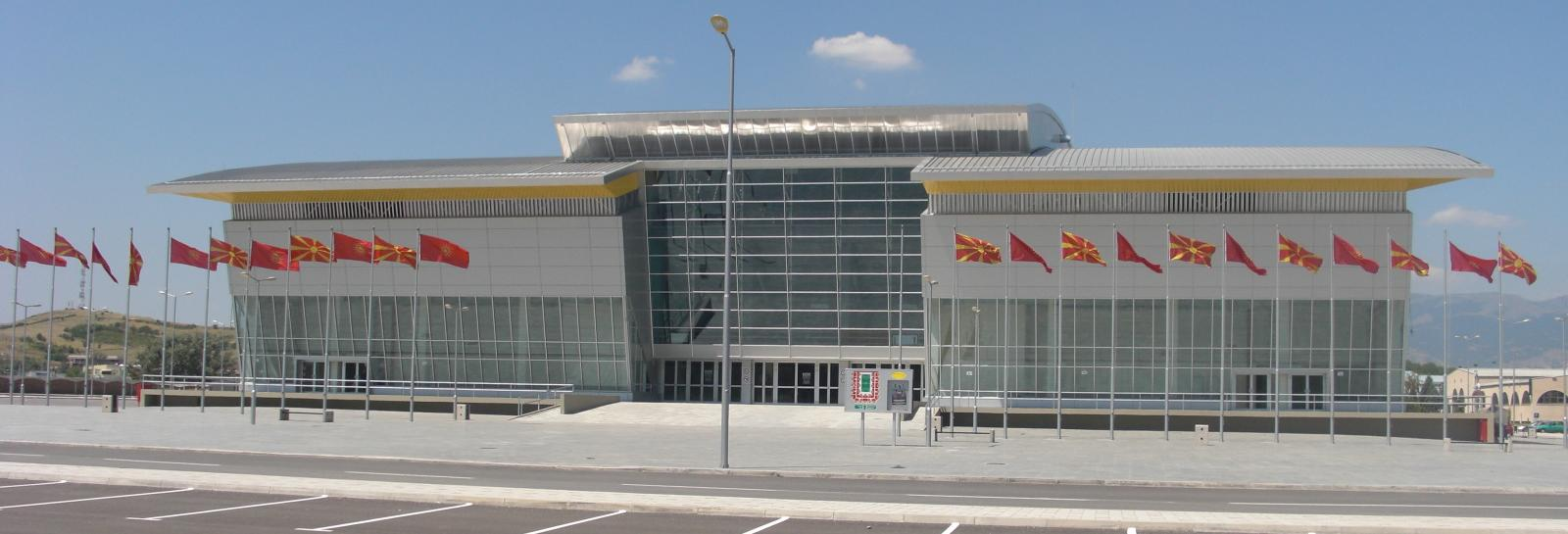
Спортивный центр «Борис Трайковский»
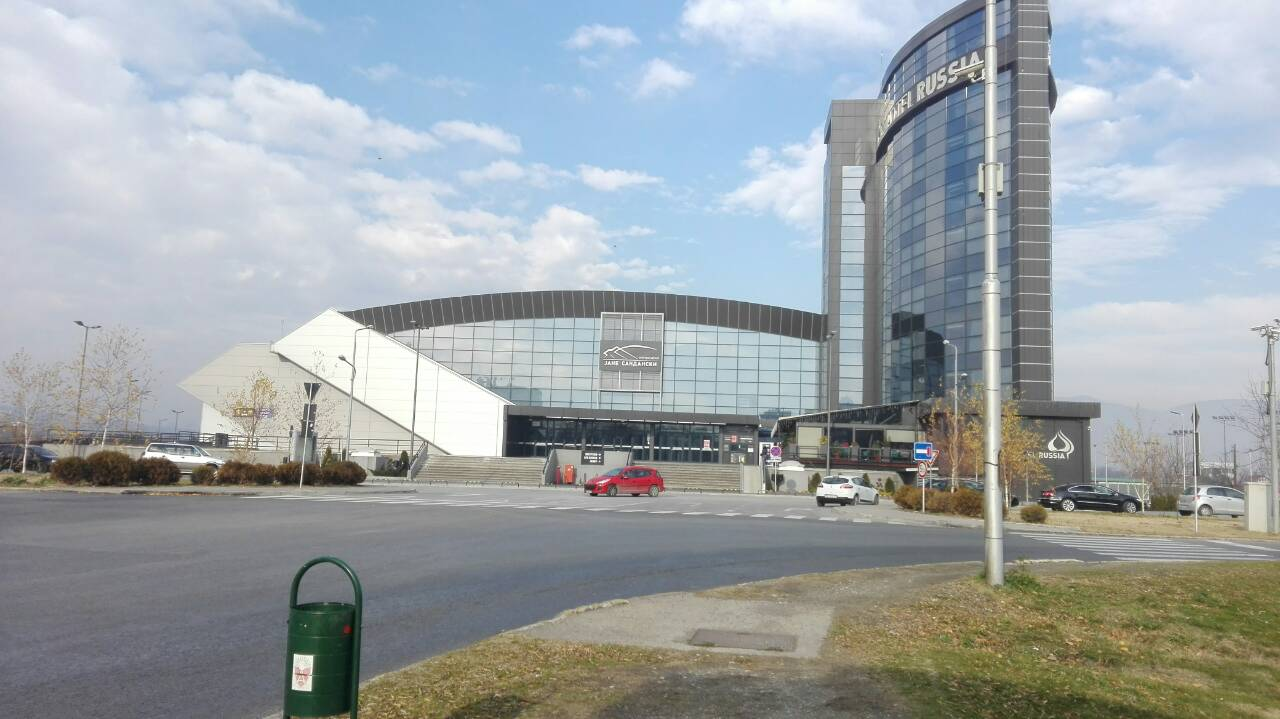
Спортивный центр «Яне Санданский»

## Предварительный этап
|  | Вышедшие в плей-офф за 1-4 места |
|  | Вышедшие в плей-офф за 5-8 места |

### Группа 1
| М | Команда            | 1   | 2   | 3   | 4   | 5   | 6   | И | В | П | С/П  | О  |
| - | ------------------ | --- | --- | --- | --- | --- | --- | - | - | - | ---- | -- |
| 1 | Италия             |     | 3:0 | 3:1 | 3:0 | 3:0 | 3:0 | 5 | 5 | 0 | 15:1 | 15 |
| 2 | Польша             | 0:3 |     | 3:0 | 3:2 | 3:0 | 3:0 | 5 | 4 | 1 | 12:5 | 11 |
| 3 | Словения           | 1:3 | 0:3 |     | 3:0 | 3:0 | 3:0 | 5 | 3 | 2 | 10:6 | 9  |
| 4 | Финляндия          | 0:3 | 2:3 | 0:3 |     | 3:2 | 3:0 | 5 | 2 | 3 | 8:11 | 6  |
| 5 | Греция             | 0:3 | 0:3 | 0:3 | 2:3 |     | 3:0 | 5 | 1 | 4 | 5:12 | 4  |
| 6 | Северная Македония | 0:3 | 0:3 | 0:3 | 0:3 | 0:3 |     | 5 | 0 | 5 | 0:15 | 0  |

27 августа
Италия — Словения 3:1 (25:19, 18:25, 25:21, 25:14); Польша — Греция 3:0 (25:16, 28:26, 25:19); Финляндия — Северная Македония 3:0 (25:10, 25:19, 25:20).
28 августа
Италия — Польша 3:0 (25:18, 25:23, 25:23); Финляндия — Греция 3:2 (18:25, 25:17, 22:25, 25:22, 15:5); Словения — Северная Македония 3:0 (25:13, 25:20, 25:14).
29 августа
Италия — Финляндия 3:0 (25:17, 25:19, 25:18); Польша — Словения 3:0 (25:23, 25:17, 25:22); Греция — Северная Македония 3:0 (25:17, 25:19, 25:17).
31 августа
Польша — Финляндия 3:2 (21:25, 25:23, 23:25, 25:16, 15:12); Словения — Греция 3:0 (25:23, 29:27, 25:18); Италия — Северная Македония 3:0 (25:13, 25:7, 25:14).
1 сентября
Словения — Финляндия 3:0 (25:20, 25:17, 25:19); Италия — Греция 3:0 (25:16, 25:18, 25:19); Польша — Северная Македония 3:0 (25:8, 25:8, 25:18).

### Группа 2
| М | Команда    | 1   | 2   | 3   | 4   | 5   | 6   | И | В | П | С/П  | О  |
| - | ---------- | --- | --- | --- | --- | --- | --- | - | - | - | ---- | -- |
| 1 | Сербия     |     | 3:0 | 3:0 | 3:0 | 3:0 | 3:0 | 5 | 5 | 0 | 15:0 | 15 |
| 2 | Нидерланды | 0:3 |     | 3:0 | 3:1 | 3:0 | 3:0 | 5 | 4 | 1 | 12:4 | 12 |
| 3 | Турция     | 0:3 | 0:3 |     | 3:0 | 3:1 | 3:0 | 5 | 3 | 2 | 9:7  | 9  |
| 4 | Хорватия   | 0:3 | 1:3 | 0:3 |     | 3:0 | 3:1 | 5 | 2 | 3 | 7:10 | 6  |
| 5 | Румыния    | 0:3 | 0:3 | 1:3 | 0:3 |     | 3:0 | 5 | 1 | 4 | 4:12 | 3  |
| 6 | Швейцария  | 0:3 | 0:3 | 0:3 | 1:3 | 0:3 |     | 5 | 0 | 5 | 1:15 | 0  |

27 августа
Сербия — Швейцария 3:0 (25:20, 25:11, 25:9); Нидерланды — Турция 3:0 (25:21, 25:19, 26:24); Хорватия — Румыния 3:0 (26:24, 25:21, 25:14).
28 августа
Нидерланды — Швейцария 3:0 (25:20, 25:12, 25:15); Сербия — Румыния 3:0 (25:18, 29:27, 25:12); Турция — Хорватия 3:0 (25:22, 25:20, 25:18).
29 августа
Румыния — Швейцария 3:0 (25:22, 25:17, 25:13); Нидерланды — Хорватия 3:1 (25:17, 23:25, 26:24, 25:16); Сербия — Турция 3:0 (25:23, 25:17, 25:21).
31 августа
Нидерланды — Румыния 3:0 (25:20, 25:21, 25:23); Турция — Швейцария 3:0 (25:12, 25:20, 25:17); Сербия — Хорватия 3:0 (25:19, 25:22, 25:12).
1 сентября
Турция — Румыния 3:1 (25:27, 25:20, 25:15, 25:11); Сербия — Нидерланды 3:0 (25:22, 25:17, 25:19); Хорватия — Швейцария 3:1 (25:15, 25:27, 25:15, 25:14).

## Плей-офф

### Полуфинал за 5—8-е места
3 сентября
Хорватия — Словения 3:2 (18:25, 25:19, 12:25, 29:27, 19:17).
Турция — Финляндия 3:0 (25:13, 25:16, 25:8).

### Полуфинал за 1—4-е места
3 сентября
Италия — Нидерланды 3:0 (25:21, 25:21, 25:16).
Сербия — Польша 3:0 (25:21, 25:9, 25:18).

### Матч за 7-е место
4 сентября
Словения — Финляндия 3:0 (26:24, 25:9, 25:8).

### Матч за 5-е место
4 сентября
Турция — Хорватия 3:0 (25:21, 25:21, 25:20).

### Матч за 3-е место
4 сентября
Польша — Нидерланды 3:1 (25:16, 24:26, 27:25, 25:21).

### Финал
4 сентября
Италия — Сербия 3:2 (17:25, 27:25, 25:21, 15:25, 17:15). Отчёт

## Итоги

### Положение команд
| Место | Команда            |
| ----- | ------------------ |
| 1     | Италия             |
| 2     | Сербия             |
| 3     | Польша             |
| 4     | Нидерланды         |
| 5     | Турция             |
| 6     | Хорватия           |
| 7     | Словения           |
| 8     | Финляндия          |
| 9—10  | Греция             |
| 9—10  | Румыния            |
| 11—12 | Швейцария          |
| 11—12 | Северная Македония |

Сборные Италии и Сербии квалифицировались на чемпионат мира среди молодёжных команд 2023.

### Призёры
Италия: Наузика Аччарри, Николе Модести, Доминика Джулиани, Вирджиния Адриано, Матильде Мунарини, Илария Батте, Джулия Вишони, Мануэла Рибеки, Виола Пассаро, Арианна Гамбини, Лиза Эспозито, Юлия Итума, Омониго Атама, Анна Бардаро. Главный тренер — Марко Менкарелли.
  Сербия: Елена Баич, Нина Мандович, Ива Шучурович, Хена Куртагич, Йована Зеленович, Стефана Пакич, Ксения Томич, Аня Зубич, Бояна Попович, Александра Узелац, Дина Жупич, Уна Ваягич, Анастасия Ивкович, Маша Киров. Главный тренер — Владимир Васович. 
  Польша: Магда Кубас, Каролина Станишевская, Поля Яницкая, Наталия Бандурская, Мартина Подляская, Наталия Кехер, Клаудия Лыдух, Оливия Наставская, Розалия Мошиньская, Ольга Мусиал, Эдита Вацлавчик, Юстина Янковская, Виктория Шевчик, Барбара Латос. Главный тренер — Веслав Попик.

### Индивидуальные призы
| - MVP Джулия Итума - Лучшая связующая Нина Мандович - Лучшие центральные блокирующие Наузика Аччарри Хена Куртагич | - Лучшая диагональная Йована Зеленович - Лучшие доигровщицы Каролина Станишевская Александра Узелац - Лучшая либеро Мануэла Рибеки |